# Taveta eucosmia
Taveta eucosmia är en fjärilsart som beskrevs av George Francis Hampson 1926. Taveta eucosmia ingår i släktet Taveta och familjen nattflyn. Inga underarter finns listade i Catalogue of Life.